# Freunde von Niemand
Freunde von Niemand ist ein deutsches Musiklabel. Die Veröffentlichungen des Labels sind dem Genre Hip-Hop zuzuordnen.

## Geschichte
Freunde von Niemand wurde am 9. März 2011 von dem Rapper Vega gegründet. In Kollaboration mit Wolfpack Entertainment und unter der Schirmherrschaft des damaligen Geschäftsführers Hadi El-Dor veröffentlichte Vega innerhalb von zwei Jahren – neben seinen eigenen Werken – Alben und EPs von Bosca, Bizzy Montana, Timeless, Liquit Walker, Migo und Johnny Pepp. Als Hadi El-Dor, Liquid Walker, Migo und Produzent Jumpa 2013 das Label verließen, brach eine finanziell schwierige Zeit an. Mit der Veröffentlichung des zweiten Labelsamplers, „Willkommen im Niemandsland II“, im März 2014 besserte sich die Lage wieder: Das Gemeinschaftsprojekt stieg in die Top Drei der deutschen Albumcharts ein. Zehn Monate später gelang es Vega, sein viertes Studioalbum, „Kaos“, in der Rangliste der deutschen Musiklandschaft für eine Woche auf Platz eins zu setzen. Im März 2015 wurde Simon Szlomowicz Teil des Labels und beerbte Andreas Schnell drei Jahre später (2018) als Geschäftsführer.
Zum fünfjährigen Jubiläum 2016 verkaufte das Label die Frankfurter Jahrhunderthalle aus. Im Oktober 2016 holte Vega seinen früheren Weggefährten Face zurück – dieser krönte sein Comeback noch im selben Jahr mit einem Langspieler. Nach dem Weggang von Timeless, Bizzy Montana und Johnny Pepp stießen 2018 Vegas Bruder Nio und sein Partner in Crime Kavo zum Unternehmen.

## Künstler

### Aktuelle
- Vega (seit 2011)
- Bosca (seit 2011)
- Face (seit 2015)
- Nio (seit 2018)
- Kavo (seit 2018)
- Schenck (seit 2019)

### Ehemalige
- Olson Rough (2011)
- Liquit Walker (2012–2013)
- Migo (2011–2013)
- Johnny Pepp (2011–2017)
- Timeless (2011–2018)
- Bizzy Montana (2012–2018)

## Diskografie
| Veröffentlichung | Titel                                                       | Künstler                         | Artikel-Nummer          | Anmerkungen         | Chart-Platzierung                      | Cover |
| ---------------- | ----------------------------------------------------------- | -------------------------------- | ----------------------- | ------------------- | -------------------------------------- | ----- |
| 2011             | Fighting Society                                            | Bosca                            | WPE 23                  | Album               | -                                      |       |
| 2012             | Vincent                                                     | Vega                             | WPE 25                  | Album               | DE: 5                                  |       |
| 2012             | Gift                                                        | Bizzy Montana                    | WPE 26                  | Album               | DE: 42                                 |       |
| 2012             | Willkommen im Niemandsland                                  | Freunde von Niemand              | FVN 001                 | Sampler             | DE: Platz 7 AT: Platz 48               |       |
| 2013             | Nero (Standard-Version) (Premium-Version) (Limited Edition) | Vega                             | FVN 002 FVN 003 FVN 004 | Album Album und DVD | DE: Platz 2 AT: Platz 14 CH: Platz 30  |       |
| 2013             | Von einem anderen Stern                                     | Vega feat. MoTrip und RAF Camora | FVN 005                 | Single              | -                                      |       |
| 2013             | Sanduhr                                                     | Vega                             | FVN 006                 | Single              | -                                      |       |
| 2013             | Unter Wölfen                                                | Liquit Walker                    | FVN 007                 | Album               | DE: Platz 19 AT: Platz 37 CH: Platz 41 |       |
| 2013             | 00:00                                                       | Timeless                         | FVN 008                 | Album               | DE: Platz 31                           |       |
| 2013             | Solange es schlägt                                          | Bosca                            | FVN 009 FVN 010 FVN 011 | Album               | DE: Platz 10                           |       |
| 2014             | Willkommen im Niemandsland – Teil Zwei                      | Freunde von Niemand              | FVN 012                 | Sampler             | DE: Platz 3                            |       |
| 2014             | 8null8                                                      | Johnny Pepp                      | FVN 013                 | Album               | -                                      |       |
| 2014             | M.A.D.U 4                                                   | Bizzy Montana                    | FVN 014                 | Album               | DE: Platz 6                            |       |
| 2015             | Kaos                                                        | Vega                             | FVN 015                 | Album               | DE: Platz 1                            |       |
| 2015             | Willkommen im Niemandsland – Teil Drei                      | Freunde von Niemand              | FVN 016                 | Sampler             | DE: Platz 17 AT: Platz 70 CH: Platz 27 |       |
| 2015             | Kaos Live                                                   | Album                            | FVN 018                 | Live-Album          | DE: Platz 28                           |       |
| 2016             | Alte liebe rostet nicht                                     | Vega und Bosca                   | FVN 019                 | Album               | DE: Platz 4 AT: Platz 13 CH: Platz 8   |       |
| 2016             | Antiheld                                                    | Timeless                         | FVN 017                 | Album               | DE: Platz 9                            |       |
| 2016             | Für die Familie                                             | Johnny Pepp                      | FVN 018                 | Album               | -                                      |       |
| 2016             | Dreggisch und Roh                                           | Vega                             | FVN 019                 | Mixtape             | DE: Platz 81                           |       |
| 2016             | Rot                                                         | Face                             | FVN 020                 | Album               | DE: Platz 47                           |       |
| 2017             | Cobra 3                                                     | Bosca                            | FVN 021                 | Album               | DE: Platz 5                            |       |
| 2017             | Schwarzer Kater                                             | Timeless                         | FVN 022                 | Album               | DE: Platz 19                           |       |
| 2017             | Fighting Hessisch                                           | Bosca                            | FVN 023                 | Mixtape             | -                                      |       |
| 2018             | V                                                           | Vega                             |                         | Album               | DE: Platz 4 AT: Platz 12 CH: Platz 11  |       |
| 2018             | Dreggisch und Roh 2                                         | Vega                             |                         | Mixtape             | DE: Platz 89                           |       |
| 2018             | Kartoffel mit Attitüde                                      | Face                             |                         | Album               | DE: Platz 14                           |       |
| 2019             | PlemPlem                                                    | Nio x Kavo                       | FVN 024                 | Album               | -                                      |       |
| 2019             | Riot                                                        | Bosca                            | FVN 025                 | Album               | DE: Platz 19                           |       |
| 2020             | Visionen                                                    | Nio                              | FVN 026                 | Album               | -                                      |       |
| 2020             | Locke                                                       | Vega                             |                         | Album               | DE: Platz 2 AT: Platz 18 CH:Platz 30   |       |
| 2021             | 069                                                         | Vega                             |                         | Album               | DE: Platz 3                            |       |
| 2021             | Solange es schlägt 2                                        | Bosca                            | FVN 027                 | Album               | DE: Platz 5                            |       |